# Eriocnema
Eriocnema é um género botânico pertencente à família Melastomataceae.